# Česká Kamenice
Česká Kamenice (tyska: Böhmisch Kamnitz) är en stad i nordvästra Tjeckien. Staden ligger i distriktet Děčín i regionen Ústí nad Labem. Per den 1 januari 2016 hade staden 5 347 invånare.